# 井上宏
井上 宏（いのうえ ひろし、1936年（昭和11年）1月7日 - ）は、日本の社会学者。関西大学名誉教授。日本笑い学会顧問。専門はメディア社会学、コミュニケーション論、笑い学研究。

## 略歴
大阪府大阪市出身。1960年京都大学文学部哲学科社会学専攻卒業後、読売テレビに入社。1972年の「上方お笑い大賞」創設に関わる（のちに審査委員を25年にわたって務めた）。
1973年に退社して、関西大学社会学部専任講師となり、1981年教授。当初はテレビ論を専門としたが、後に「笑い学」を提唱。
大阪市社会教育委員、日本笑い学会初代会長、社団法人生活文化研究所所長、上方研究の会代表などを務める。1999年から3年間、大阪府立上方演芸資料館（「ワッハ上方」）館長。

## 表彰歴
- 1995年 大阪府知事表彰
- 1996年 全国社会教育委員会表彰
- 1997年 大阪市市民表彰
- 1999年 文部大臣賞受賞（社会教育功労）

## 著書
- 現代テレビ放送論 <送り手>の思想 世界思想社, 1975
- テレビの社会学 世界思想社, 1978.12
- まんざい 大阪の笑い 世界思想社, 1981.11
- ユーモア交渉術 秋田実著 井上宏編 創元社 1983
- 笑いの人間関係 講談社, 1984.7
- ニューメディア研究 情報新時代を考える 井上宏,多喜弘次 世界思想社, 1984.4
- 放送演芸史（編） 世界思想社, 1985.4
- テレビ文化の社会学 世界思想社, 1987.3
- テレコム社会 講談社, 1987.8
- なにわ きのう・きょう・あす 大阪商法と大阪文化（共著） 玄文社, 1987.5
- 大阪の笑い 関西大学出版部, 1992.7
- 笑いの研究 ユーモア・センスを磨くために（共著） フォー・ユー, 1997.3
- 笑いは心の治癒力 笑って笑われて笑い合って爽快に生きる 海竜社, 1997.6
- 現代メディアとコミュニケーション 世界思想社, 1998.7
- 笑いが心を癒し、病気を治すということ 素朴社, 1999.11
- 大阪の文化と笑い 関西大学出版部, 2003.10
- 情報メディアと現代社会「現実世界」と「メディア世界」関西大学出版部, 2004.3
- 上方文化を探索する（編著）関西大学出版部, 2008.10